# El Masnou
El Masnou (Catalansk udtale: [əɫ məzˈnɔw]) er en catalansk by i comarcaet Maresme i provinsen Barcelona i det nordøstlige Spanien. Byen har 24.479(2024) indbyggere og dækker et areal på 3,44 km². Den er beliggende mellem byerne Montgat og Premià de Mar, der også er placeret mellem Mataró, hovedstaden i comarcaet, og Barcelona. El Masnou betjenes af Rodalies de Catalunya, der bl.a. opererer mellem Barcelona og Maçanet-Massanes.